# Alpaida gallardoi
Alpaida gallardoi Levi, 1988 è un ragno appartenente alla famiglia Araneidae.

## Etimologia
Il nome della specie è in onore del collezionista argentino J.M. Gallardo che raccolse nel gennaio 1966 vari esemplari femminili nei pressi di Bella Vista, nella provincia di Buenos Aires

## Caratteristiche
L'olotipo femminile rinvenuto ha dimensioni: cefalotorace lungo 2,8mm, largo 2,2mm; il primo femore misura 2,4mm e la patella e la tibia circa 2,7mm.

## Distribuzione
La specie è stata rinvenuta nell'Argentina, in Brasile e nel Paraguay: l'olotipo femminile nei pressi della città di Bella Vista, nella Provincia di Buenos Aires.

## Tassonomia
Al 2014 non sono note sottospecie e dal 1988 non sono stati esaminati nuovi esemplari.